# Karczmiska (gmina)
Karczmiska – gmina wiejska w województwie lubelskim, w powiecie opolskim. W latach 1975–1998 gmina położona była w województwie lubelskim.
Oficjalna siedziba gminy to Karczmiska (nie istnieje taka miejscowość), choć urząd gminy znajduje się we wsi Karczmiska Pierwsze.
Według danych z 30 czerwca 2004 gminę zamieszkiwały 6272 osoby.

## Historia
Karczmiska zwane pierwotnie „Krampą” zostały łącznie z Wietrzną Górą (później Kazimierzem Dolnym), nadane w 1181 roku przez Kazimierza Sprawiedliwego Norbertynkom Zwierzynieckim spod Krakowa i odtąd ciąg własnościowy układał się podobnie jak w Kazimierzu.
Wieś Karczmiska należała do starostwa Kazimierskiego i łącznie z nim w XV wieku była własnością rodziny Ostrowskich. W XVI i do połowy XVII wieku przeszła w posiadanie rodziny Firlejów, po czym kolejno: Lubomirskich, Radziwiłłów, Sanguszków i Sapiehów.
Żaden z tych utytułowanych rodów nie posiadał tu nigdy swojej siedziby rezydencjonalnej. Istniał tu natomiast folwark starościński zamieszkiwany przez kolejnych dzierżawców rekrutujących się spośród średniej szlachty. W skład folwarku wchodził budynek rezydencjonalny oraz drewniane zabudowania folwarczne. Po rozbiorach upadła instytucja starostw, które jako królewszczyzny przeszły na rzecz skarbu państwa.
W 1819 roku Królestwo dokonało transakcji z ks. Anną z Sapiehów Sanguszkową II voto Sewerynową Potocką, która za swoje dobra (Szydłowiec i Orańsko) otrzymała za dopłatą dawne starostwa kazimierskie i wąwolnickie, w tym także Karczmiska.
W 1829 roku dobra te odkupił od niej ks. Adam Czartoryski z pobliskich Puław, któremu jednak rząd carski skonfiskował je w 1832 roku za czynny udział w Powstaniu listopadowym. Później starostwo nabyli Wesselowie. W 1908 roku spadkobiercy sprzedali Karczmiska Romualdowi, Zbigniewowi Strażycowi. W trzy lata później właściciel rozprzedał znaczną część gruntów, z których utworzono 60 kolonii.
W drugiej połowie XIX wieku na terenie gminy miały miejsce wystąpienia chłopów walczących o ziemię i serwituty. W 1861 mieszkańcy Karczmisk odmówili odrabiania pańszczyzny, a w 1903 wniesienia składki szkolnej.
Od 1917 roku majątek prowadzi wdowa po Zbigniewie, a następnie przejmują go dzieci Stanisława Stażyca i jego siostra Janina za Wincentym Radyszkiewiczem. Nowy właściciel mieszkający w pałacyku dokonał rozbudowy dworu Wesslów.
Po wojnie majątek rozparcelowano na mocy reformy rolnej.

## Struktura powierzchni
Według danych z roku 2002 gmina Karczmiska ma obszar 95,21 km², w tym:
- użytki rolne: 72%
- użytki leśne: 22%

Gmina stanowi 11,84% powierzchni powiatu.

## Demografia
Dane z 30 czerwca 2004:
| Opis                              | Ogółem | Ogółem | Kobiety | Kobiety | Mężczyźni | Mężczyźni |
| --------------------------------- | ------ | ------ | ------- | ------- | --------- | --------- |
| Jednostka                         | osób   | %      | osób    | %       | osób      | %         |
| Populacja                         | 6272   | 100    | 3128    | 49,9    | 3144      | 50,1      |
| Gęstość zaludnienia [mieszk./km²] | 65,9   | 65,9   | 32,9    | 32,9    | 33        | 33        |

Piramida wieku mieszkańców gminy Karczmiska w 2014 roku.

## Sołectwa
Bielsko, Chodlik, Głusko Duże-Kolonia, Głusko Duże, Górki, Jaworce-Mieczysławka, Karczmiska Drugie, Karczmiska Pierwsze, Karczmiska Pierwsze Kolonia, Noworąblów, Słotwiny, Słotwiny – Czerwone Łąki, Uściąż, Uściąż-Kolonia, Wolica, Wolica-Kolonia, Wymysłów, Zaborze, Zagajdzie
Miejscowości bez statusu sołectwa: Głusko Małe, Zaborze-Kolonia.

## Sąsiednie gminy
Kazimierz Dolny, Łaziska, Opole Lubelskie, Poniatowa, Wąwolnica, Wilków